# Liverpoolduva
Liverpoolduva (Caloenas maculata) är en utdöd fågel i familjen duvor inom ordningen duvfåglar. Fågeln är enbart känd från två exemplar, ett numera försvunnet och ett som förvaras på ett museum i Liverpool, England, därav det svenska trivialnamnet. Det är inte klarlagt varifrån exemplaret samlades in, antagligen från Franska Polynesien någon gång mellan 1783 och 1823. Att det rör sig om en egen art är klargjort genom genetiska studier, där dess närmaste nu levande släkting är nikobarduva (C. nicobarica).